# (474027) 2016 GX131
(474027) 2016 GX131 es un asteroide perteneciente al cinturón de asteroides, descubierto el 6 de abril de 2005 por el equipo del Catalina Sky Survey desde el Catalina Sky Survey, Arizona, Estados Unidos.

## Designación y nombre
Designado provisionalmente como 1989 GA.

## Características orbitales
2016 GX131 está situado a una distancia media del Sol de 3,149 ua, pudiendo alejarse hasta 3,884 ua y acercarse hasta 2,414 ua. Su excentricidad es 0,233 y la inclinación orbital 16,31 grados. Emplea 2041 días en completar una órbita alrededor del Sol.

## Características físicas
La magnitud absoluta de 2016 GX131 es 16,1. Tiene 3,269 km de diámetro y su albedo se estima en 0,055.